# Teixidor de Bocage
El teixidor de Bocage (Ploceus temporalis) és un ocell de la família dels ploceids (Ploceidae).

## Hàbitat i distribució
Habita vegetació de ribera del centre i est d'Angola, sud-est de la República Democràtica del Congo i l'extrem nord-oest de Zàmbia.